# Monacos Grand Prix 1965
Monacos Grand Prix 1965 var det andra av tio lopp ingående i formel 1-VM 1965. 

## Resultat
1. Graham Hill, BRM, 9 poäng
2. Lorenzo Bandini, Ferrari, 6
3. Jackie Stewart, BRM, 4
4. John Surtees, Ferrari (varv 99, bränslebrist), 3
5. Bruce McLaren, Cooper-Climax, 2
6. Jo Siffert, R R C Walker (Brabham-BRM), 1
7. Joakim Bonnier, R R C Walker (Brabham-Climax)
8. Denny Hulme, Brabham-Climax
9. Bob Anderson, DW Racing Enterprises (Brabham-Climax)
10. Paul Hawkins, DW Racing Enterprises (Lotus-Climax) (varv 79, olycka)

### Förare som bröt loppet
- Jack Brabham, Brabham-Climax (varv 43, motor)
- Richard Attwood, Reg Parnell (Lotus-BRM) (43, hjul)
- Ronnie Bucknum, Honda (33, växellåda)
- Frank Gardner, John Willment Automobiles (Brabham-BRM) (29, motor)
- Mike Hailwood, Reg Parnell (Lotus-BRM) (12, växellåda)
- Richie Ginther, Honda (0, bakaxel)

### Förare som ej kvalificerade sig
- Jochen Rindt, Cooper-Climax